# Семёнов, Михаил Алексеевич
Михаил Алексеевич Семёнов (род. 5 февраля 1986 года, Псковская область) — белорусский, а ранее российский лыжник и биатлонист, участник Олимпийских игр в Сочи 2014, Пхенчан корея2018.Участник 4 четырех чемпионатов мира.2011-2013-2015-2017. Серебряный призёр всемирной Универсиады в Италии 2013. 119 стартов Кубка мира. Мастер спорта международного класса Республики Беларусь.

## Карьера
В лыжном Кубке мира Михаил Семёнов дебютировал в составе сборной России 20 января 2007 года, тогда же впервые попал в тридцатку лучших на этапе Кубка мира.
В 2009 году сменил гражданство и стал выступать за Беларусь, тогда же переквалифицировался в биатлонисты. Выступал в сезоне 2009/2010 в Кубке мира по биатлону, но без особого успеха, Со следующего сезона вернулся в лыжные гонки и продолжил карьеру лыжника.
На Олимпийских играх 2014 года в Сочи, стартовал в пяти гонках, скиатлон 15+15 км — 23е место, масс-старт 50 км — 17-е место, эстафета — 14-е место и спринт — 48-е место.
За свою карьеру принимал участие в четырехчемпионатах мира, лучший результат — 10 место в командном спринте на чемпионате мира 2013 года, а в личных гонках 12место в гонке на 15 км коньковым стилем и 18место скиатлон 30 км.на чемпионате мира 2015 Фалун Швеция.участник пяти турниров тур де ски.в отдельных этапах занимал места топ 20.серебряный призер всемирной универсиады в 2013 италия.val de fiemme.119 стартов кубка мира